# Vineland (romanzo)
Vineland è il quarto romanzo dello scrittore americano Thomas Pynchon, pubblicato negli USA nel 1990. L'opera di narrativa postmoderna, della quale l'autore è uno dei massimi esponenti, è ambientata in California nel 1984, l'anno della rielezione del Presidente Ronald Reagan. Attraverso i flashback dei suoi personaggi, che sono stati giovani negli anni Sessanta, la storia racconta lo spirito di ribellione di quel decennio, e descrive i tratti della " fascista repressione Nixoniana" e della guerra alla droga portata avanti dall'Amministrazione federale. A ciò, aggiunge la descrizione delle repentine trasformazioni avvenute nella società americana tra gli anni Sessanta e Ottanta.
Tale pubblicazione seguì al lunghissimo silenzio dello scrittore di Glen Cove. Il precedente lavoro, L'arcobaleno della gravità era uscito nel 1973. Nel frattempo, alcuni critici si erano convinti che ormai Pynchon fosse uno scrittore finito, avendo esaurito la sua vena narrativa nel monumentale L'arcobaleno della gravità.

## Trama
L'ex hippie Zoyd Wheeler vive nella (immaginaria) contea di Vineland grazie alla sovvenzione che riceve dallo Stato della California in quanto malato di mente; in realtà si limita a compiere una volta l'anno, alla scadenza del sussidio, un plateale gesto di insanità mentale: la devastazione di un locale pubblico alla presenza della TV. Però quest'anno (1984) a causa di un fraintendimento con il suo socio Van Meter, si presenta vestito da donna e con una sega elettrica in un locale diverso da dove lo attendono i media. Si precipita nel locale giusto, tuttavia stavolta nel pubblico c'è anche una vecchia e non proprio gradita conoscenza: l'agente della narcotici Hector Zuñiga. Zoyd Wheeler paragona il proprio rapporto con Hector Zuñiga a quello tra l'uccellino Titti e il gatto Silvestro. L'agente ha fatto irruzione per la prima volta nella sua vita poco dopo l'elezione di Ronald Reagan a governatore della California, quando Zoyd ha rifiutato di fare da informatore nel mondo del piccolo spaccio. Zuñiga gli parla della reaganomics: ora che l'ex governatore è presidente degli Stati Uniti, i fondi per il Programma protezione testimoni in cui è inclusa Frenesi, l'ex moglie di Zoyd, sono stati aboliti:   la donna potrebbe anche tornare da lui. Secondo Zuñiga il procuratore Brock Vond, che aveva sedotto Frenesi convincendola a diventare informatore della polizia, la starebbe cercando di nuovo. Zoyd e la figlia quattordicenne Prairie sono stati lasciati in pace fino a questo momento in virtù di un patto che a quanto pare non è più valido. Zoyd Wheeler non vuole ammetterlo, ma la moglie gli manca: di notte ha l'impressione di uscire dal corpo e viaggiare fino a lei, ma non riesce a scoprire dove si trova.
Il fidanzato Isaiah Due-Quattro si incarica di portare via e proteggere Prairie, in modo che Zoyd possa pensare solo a se stesso; l'uomo consegna alla figlia Prairie un amuleto, un biglietto da visita scritto in giapponese che ha ottenuto in maniera singolare. Poco dopo la fuga di Frenesi, Zoyd affidò la bambina alla suocera comunista Sasha, e trovò impiego come musicista a bordo degli aerei Kahuna Airlines per Honolulu. Durante uno dei voli, un UFO abbordò l'aviogetto a 12.000 m di quota; salirono a bordo uomini armati e mascherati in cerca di qualcuno. Zoyd aiutò un passeggero mascherato con parrucca da hostess e ukulele a sfuggire alla retata, l'uomo in debito gli consegnò il proprio biglietto da visita: Takeshi Fukimota.
Dopo la separazione da Zoyd Wheeler, Frenesi Gates è stata inserita nel programma federale per i pentiti, e partecipa a azioni sotto copertura per incastrare personaggi scomodi ma secondari: trappole e ricatti squallidi pagati dalla polizia con uno stipendio sempre più basso. Un destino amaro per Frenesi, che proviene da una famiglia di attivisti di sinistra: suo nonno materno organizzava sindacalmente i boscaioli della contea, e passò buona parte della vita in galera. Frenesi è cresciuta con questi racconti di violenze dei padroni sui lavoratori; dopo il proprio “tradimento” e la scomparsa dalla vita civile, avrebbe voluto avere il coraggio di tornare dalla madre, sente la sua mancanza come quella della figlia Prairie. Forse è venuto quel momento ora che la copertura è finita per sempre insieme ai fondi federali tagliati da Reagan: l'ultimo assegno appena ricevuto come compenso è scoperto.
Zoyd Wheeler ha procurato un ingaggio per Billy Barf e i Vomitones, la band di Isaiah due-quattro, il ragazzo di Prairie: dovrebbero suonare al matrimonio della figlia del mafioso Ralph Wayvone, il che potrebbe creare problemi dato che suonano musica rock. Si presentano con il nome “Gino Baglione and the Paisans”, ma siccome non hanno un repertorio italiano incorrono nelle ire di Wayvone. Prairie intanto fa una interessante conoscenza nei bagni, quando la vicinanza del biglietto da visita/amuleto giapponese fa scattare una suoneria nella borsetta di un'invitata che risulta essere DL Chastain, vecchia amica di sua madre. DL sa molte cose sul passato di Frenesi, e si offre spontaneamente di aiutare Prairie portandola dal famoso Takeshi Fukimota. La accompagna nel convento delle Kunoichi, ordine monastico femminile dedito alla meditazione e alle arti marziali, dove la ragazzina trova asilo. Le Kunoichi possiedono un'ampia documentazione su Frenesi Gates, così Prairie comincia a abituarsi all'immagine di sua madre da giovane, al tempo in cui lei e DL Chastain si sono conosciute.
DL un giorno l'aveva salvata dai disordini durante una manifestazione di protesta a Berkeley che Frenesi filmava per conto del collettivo cinematografico 24fps. In quell'occasione DL le aveva raccontato la sua vita: il padre era un addetto all'ambasciata USA in Giappone. Qui DL adolescente imparò le arti marziali e colpi “proibiti” mai messi in pratica su nessuno.
Ritornata negli USA con la famiglia, DL fu rapita da sicari yakuza che la portarono clandestinamente in Giappone per metterla all'asta davanti a facoltosi acquirenti maschi: a aggiudicarsi DL fu il mafioso Ralph Waivone. DL gli cedette non solo sessualmente, ma acconsentì anche a lavorare per lui: obiettivo, l'eliminazione di Brock Vond atteso a Tōkyō per un simposio internazionale di magistrati. Per l'occasione, DL dovette truccarsi con una parrucca alla Frenesi Gates, a quanto pare l'unico tipo di donna desiderata da Vond.
Nel 1978 Takeshi Fukimota lavorava per una compagnia di assicurazione coinvolta nel misterioso incidente occorso a uno stabilimento dell'equivoca multinazionale Chipco: l'edificio sembrava essere stato schiacciato dalla zampa di un gigantesco animale uscito dalle acque del mare. In piedi sull'orlo della colossale impronta, Takeshi neppure riusciva a distinguere l'altra sponda del cratere a forma di piede. Sospettando un imbroglio ai danni dell'assicurazione. Takeshi Fukimota volle chiedere consulenza a un magistrato USA che partecipava a un simposio a Tōkyō, e incappò in Brock Vond. Vuole il destino che i due siano quasi identici nell'aspetto: Vond, ricevuta una soffiata su una possibile imboscata della yakuza ai suoi danni, imbarcò Fukimota al proprio posto su un'auto in attesa. Al suo arrivo in un locale equivoco, venne accolto da DL Chastain in minigonna e parrucca alla Frenesi. Durante il rapporto sessuale, la donna gli praticò la Palma Vibrante, il suo colpo segreto a scoppio ritardato, che può provocare la morte anche a distanza di un anno, salvo poi accorgersi dell'errore di persona.
Dopo il fallimento dell'agguato a Brock Vond DL tornò in California per cercare asilo dalle Kunoichi. Nel frattempo Takeshi, scoperto di avere subito un colpo proibito, arrivò al monastero californiano dove fu sottoposto alla macchina Puncutron, e la priora impose a DL per espiare la sua colpa karmica di vegliare su di lui per un anno e un giorno.
I due partono insieme, e fanno conoscenza in un ristorante con Ortho Bob, autostoppista thanatoide, parola che significherebbe “uguale alla morte però differente”. I thanatoidi sono mezzi morti che passano buona parte del loro tempo davanti alla tivù. Il Libro tibetano dei morti sostiene che l'anima appena trapassata non vuole ammettere di essere morta davvero; inoltre, il fenomeno oggi è accentuato dalla TV, che ha banalizzato la morte stessa.
Van Meter sostituisce il socio Zoyd Wheeler, che si è dato alla clandestinità, e arriva per suonare con il suo gruppo al Thanatoid Roast, tradizionale riunione conviviale dei mezzi morti che nel 1984 si tiene nella contea di Vineland, proprio nel ristorante dove sono arrivati DL e Takeshi. I thanatoidi preferiscono musiche lente, in tono minore, in modo particolare le marce funebri. Ortho Bob considera anche Takeshi un thanatoide, visto che ha ricevuto il colpo della Palma Vibrante.
Takeshi e DL aprono in società una Clinica di Riparazioni Karmiche vicino alla città dei Thanatoidi, dove fanno conoscenza con Vato & Blood, equivoci meccanici che prelevano automobili di cui poi chiedono il riscatto.  Vato & Blood accompagnano alla Clinica Karmica un thanatoide che risulta essere una vecchia conoscenza di DL, un tale Weed Atman assassinato dieci anni prima dalla polizia con la complicità di Frenesi Gates, al tempo in cui lavorava per Brock Vond.
Nel monastero kunoichi, DL e Takeshi hanno quasi finito di raccontare a Prairie come si sono conosciuti quando tutti e tre devono scappare perché gli uomini di Brock Vond arrivano in elicottero alla ricerca della ragazzina. Si nascondono nella Clinica, dove Prairie continua a interessarsi del passato della madre visionando l'archivio del collettivo cinematografico femminile 24fps al quale negli anni sessanta appartenevano sia DL Chastain che Frenesi. Le ragazze del 24fps documentavano i disordini sociali: oggi quell'archivio riporta Prairie ai tempi di un'America che non ha mai conosciuto, di rivolte e di repressione brutale. È durante una delle trasferte della 24fps che Frenesi conobbe Brock Vond, rimanendo innaturalmente turbata.
La storia del thanatoide e ex professore Weed Atman ha inizio nel College of the Surf, dove un giorno prese le difese degli studenti di fronte al brutale intervento della polizia per via di uno spinello di marijuana. Per questo divenne celebre al campus, e quando gli studenti crearono il “mini-stato marxista” PR3, la Repubblica Popolare del rock and roll, Weed Atman ne divenne il leader. Frenesi, capitata da quelle parti con la 24fps, divenne la sua amante in un gioco pericoloso perché a quel tempo lavorava già per lo “stupidamente brutale, fascista Brock Vond” che lei si illudeva di redimere.
Brock Vond disse a Frenesi che Atman faceva il doppio gioco, e le consegnò un revolver da far avere a Rex, uno dei leader della PR3. Nelle mani del giovane,  l'arma provocò quello che Vond si augurava: mentre le forze di polizia invadevano la PR3, Rex sparò esasperato a Weed Atman. La Repubblica del Rock' and Roll venne schiacciata, parecchi furono i feriti e altrettanti gli scomparsi. Un convoglio di camion chiusi trasportò in clandestinità i prigionieri in una sorta di zona franca dei servizi segreti nel deserto. La teoria di Vond, seguace di una criminologia antiquata alla Cesare Lombroso, era che l'attività degli studenti di sinistra non è una minaccia per l'ordine, ma un desiderio di esso: per questo li chiudeva nel centro di rieducazione politica, dove trasforma detenuti in collaboratori di giustizia. DL Chastain non si dà per vinta, riesce a entrare di nascosto nel campo e, grazie alle sue arti marziali, libera Frenesi dal sotterraneo dove Brock Vond la tiene segregata. Le due amiche scappano in Messico. Frenesi conosce il suo futuro marito Zoyd Wheeler mentre suona in un locale vicino al confine. Dopo il matrimonio aveva fatto la vita delle giovani mogli dei musicisti, fino alla nascita di Prairie. La depressione post partum aveva tirato fuori in lei la nostalgia di Brock Vond; abbandonò praticamente la figlia neonata nelle mani della nonna Sasha e si ritrasse in un cupo abbattimento. Un giorno Vond, in auto, la bloccò per strada e discese per perquisirla, arrestarla e trascinarla con sé nella stanza di un motel. Inconsciamente, era quello che Frenesi aveva sempre desiderato fino dall'evasione dal campo.
Un giorno al ritorno a casa Zoyd aveva trovato l'agente Hector Zuñiga e un panetto di marijuana grande come il monolito di 2001 odissea nello spazio messo apposta dalla polizia per incastrarlo. Vond era andato a trovarlo in galera per proporgli un patto: lo avrebbe lasciato libero se fosse scomparso per sempre dalla vita di Frenesi insieme alla bambina. Evidentemente temeva che l'unica cosa che potesse portargli via la donna era sua figlia. Zoyd non poté che accettare; sua suocera Sasha gli consigliò di andare nel nord dello Stato, nella contea di Vineland, dove già si stavano spostando molti hippies, compreso il suo vecchio amico Van Meter.
L'agente Zuñiga convince Frenesi rimasta senza copertura a recarsi a Vineland per l'annuale riunione di famiglia, e appena arriva le propone la regia di un film intitolato "Droga: Sacramento degli anni Sessanta, Demonio degli anni Ottanta", per il quale ha già ottenuto l'interesse di un produttore che da un passato di tossicodipendenza si è gettato nelle braccia della reazione reganiana. Per fare pressione su di lei le mostra una foto di Prairie e le dice che la figlia vorrebbe conoscerla. Frenesi gli dà poca credibilità perché è al corrente del problema di Zuñiga, intossicato dalla TV: nel suo divorzio la moglie ha persino denunciato un televisore da 19 pollici come correo di adulterio.
Nel finale tutti i protagonisti si incontrano alla riunione di famiglia dei Gates: Frenesi rivede la madre Sasha, e ecco infine Prairie e Frenesi, madre e figlia faccia a faccia. DL e Takeshi rinegoziano il loro rapporto di dipendenza karmica e aboliscono la clausola “niente sesso” imposta dalle kunoichi durante il periodo di osservazione sugli effetti della Palma Vibrante. E in un momento di rilassamento durante la festa, Prairie isolata sotto un albero viene svegliata dalle pale di un elicottero: è Brock Vond intenzionato a rapirla, perché rivede in lei una Frenesi molto più giovane. A questo punto accade il miracolo, l'elicottero viene richiamato a causa dei tagli dei fondi federali; Vato & Blood accorrono con il loro soccorso stradale quando il velivolo precipita, e trascinano Brock Vond sottoterra, dove le anime dei morti attendono di essere traghettate nel regno degli inferi. Prairie si reca sul luogo dove Brock Vond ha tentato di rapirla e si sdraia per aspettarlo; il fascino perverso del potere che ha sfiorato sua nonna Sasha e perduto sua madre Frenesi colpisce ancora.

## Personaggi
Protagonisti
- Frenesi Gates è la protagonista del romanzo; figlia di attivisti sindacali perseguitati dall'FBI per attività anti-americane, dopo la scuola entra in un collettivo cinematografico femminista, il 24fps. Tuttavia, al primo incontro serio con il potere, nella persona del procuratore Brock Vond, si lascia catturare dal suo fascino sinistro: “L'unica cosa, o quasi, che apre la strada a un fascista è il fascino.”[2] Il suo nome viene dalla canzone "Frenesí" (frenesia) del messicano Alberto Domínguez, incisa da numerosissimi cantanti nordamericani.
- Brock Vond è l'antagonista del romanzo; District attorney durante il periodo in cui Ronald Reagan è governatore della California, gode di un vasto potere illegale sulla vita dei cittadini, che sfrutta anche a fini personali: il suo tentativo di plasmare Frenesi passa attraverso la costrizione fisica in un campo di detenzione clandestino. I suoi metodi fuori dalla legge e il suo accanimento gli conferiscono un potere quasi mefistofelico, e infatti per toglierlo dalla circolazione sarà necessario accompagnarlo direttamente negli inferi.
- Zoyd Wheeler, il deuteragonista, è il più pynchoniano tra i personaggi di "Vineland", emarginato perché rimasto hippie in un mondo diventato yuppie. Nonostante ciò, appare tutt'altro che passivo: pasticcione, sfortunato, tenero di cuore, ma ogni volta che finisce a tappeto riesce a rialzarsi, e nutre un affetto genuino per la figlia Prairie. E l'uomo sbagliato al momento giusto: quando Frenesi torna dall'esilio in Messico, è probabilmente il primo maschio che lei possa sposare.

Altri personaggi
- D. L. Chastain, negli anni Sessanta femminista della 24fps, cresciuta in Giappone dove ha imparato arti marziali, vi è stata riportata dalla yakuza su segnalazione dell'ambiguo maestro Inoshiro Sensei. La mafia cerca di trasformarla in sofisticato assassino, ma lei fugge con la vittima designata.
- Takeshi Fukimota, dipendente di una compagnia di assicurazione; malgrado sia giapponese, tutti concordano che è un sosia di Brock Vond. D'altronde Pynchon difficilmente inserisce descrizioni fisiche dei suoi personaggi. Per un anno e un giorno rimane in pericolo di vita a causa del colpo proibito chiamato Palma Vibrante, ma le kunoichi riescono a salvarlo con applicazioni della Puncutron. In California apre una "Clinica di riparazioni karmiche".
- Sasha Gates, è madre di Frenesi e figlia di Jess, e quindi nipote di Reef Traverse e Estrella Briggs, due dei personaggi del successivo Contro il giorno che Pynchon pubblicherà quasi 15 anni dopo, ambientato in parte durante le lotte sindacali tra Ottocento e Novecento negli USA.
- Weed Atman, ex professore al College of the Surf e ex presidente della PR3, la Repubblica del R'n'R, assassinato da uno studente invidioso al quale Brock Vond ha praticamente messo in mano una pistola carica; al tempo presente è diventato un thanatoide.
- Prairie Wheeler, figlia di Zoyd e Frenesi, ha l'onore della scena conclusiva del romanzo.
- Hector Zuñiga, agente della Federal Bureau of Narcotics, e a sua volta soggetto a dipendenza: non da stupefacenti ma dalla TV[3]. Infatti è inseguito dagli agenti del NEVER, National Endowment for Video Education, Ente morale per Video educazione e riabilitazione, che lo considera uno dei casi più intrattabili di video disintossicazione.
- Isaiah due-quattro, è il ragazzo di Prairie e leader della band Billy Barf e i Vomitones, il cui gruppo musicale di riferimento si chiama “Fascist Toejam”; il suo nome viene dalla Bibbia, il Libro di Isaia: "Egli giudicherà tra nazione e nazione e sarà l'arbitro fra molti popoli; ed essi delle loro spade fabbricheranno vomeri d'aratro, e delle loro lance, roncole; una nazione non leverà più la spada contro un'altra, e non impareranno più la guerra."
- Vato & Blood, a metà tra bozzetto pop e deus ex machina; quando Vato si rivolge a Blood lo chiama “Vato”, e quando Blood si rivolge a Vato lo chiama “Blood”.

## Interpretazioni critiche
Il romanzo è con evidenza un bilancio degli anni Ottanta, l'epoca del Presidente Ronald Reagan, della spettacolarizzazione, della "morte delle ideologie" e della fine dei movimenti d'opposizione dei decenni precedenti. Fors'anche per questo l'atmosfera del romanzo è cupa e a tratti pessimistica, e immagine di morte compaiono ripetutamente nella vicenda. Attraverso la ricerca di Prairie, Pynchon esprime un giudizio ben preciso sulla generazione della controcultura e sui suoi errori, ma è ancor più deciso nel mostrare le miserie dell'amministrazione Reagan e del neoliberismo, della war on drugs e del fondamentalismo religioso, insomma, della restaurazione che fa seguito alle speranze di mutamento degli anni Sessanta.

## Edizioni italiane
- Vineland, traduzione di Pier Francesco Paolini, Collana Scala Stranieri, Milano, Rizzoli, 1991,  p. 448, ISBN 978-88-176-7686-1. - Collana Scrittori Contemporanei, Milano, BUR, 2000, ISBN 978-88-172-0272-5.
- Vineland, traduzione di Pier Francesco Paolini riveduta e aggiornata da Andrea Mattacheo, Collana ET Scrittori, Torino, Einaudi, 2021, ISBN 978-88-062-4860-4. - Nota, Prefazione e cura di Sandro Veronesi, Collana Americana n.1, Milano, Corriere della Sera-RCS MediaGroup, 2023, ISBN 977-18-257-8833-6.